# Stazione di Poggibonsi-San Gimignano
La stazione di Poggibonsi-San Gimignano è una stazione ferroviaria della Ferrovia Centrale Toscana ubicata nel comune di Poggibonsi.

## Storia
Nacque come stazione di corsa dotata di tre binari. Tra il 1885 e il 1987 fu stazione di diramazione della Poggibonsi-Colle val d'Elsa.
Fino al 1927 era denominata semplicemente Poggibonsi.

## Strutture e impianti
Il fabbricato viaggiatori era in origine composto di un unico corpo a due piani, situato a ridosso del passaggio a livello di largo Bellucci. Al piano terreno, l'edificio era ornato da un porticato.
Dopo il secondo conflitto mondiale, la stazione fu ricostruita in piazza Mazzini, situata un centinaio di metri più a sud del precedente fabbricato viaggiatori.
Attualmente (2025) la stazione è dotata di sottopassaggio e ascensori per disabili. Presso lo scalo termina il tratto a doppio binario della Empoli-Siena. L'originario scalo merci è stato dismesso e sostituito da un parcheggio servente i viaggiatori.

## Movimento
La gestione degli impianti è affidata a Rete Ferroviaria Italiana, che ai fini commerciali classifica la stazione nella categoria "Silver"
La stazione è servita da  treni regionali.